# Loděnice (přítok Berounky)
Loděnice nebo Kačák je levý přítok řeky Berounky, který odvodňuje východní oblasti Džbánu a Křivoklátské vrchoviny, jakož i okraje Pražské plošiny a Hořovické pahorkatiny. Povodí Loděnice tak zaujímá jihozápad a jih okresu Kladno a přilehlé končiny okresů Rakovník, Praha-západ a Beroun.

## Jméno
Původní název toku, který se vyskytuje i na mapách, je Loděnice. Podle obce Kačice, kterou protéká, je místně označován jako Kačák.

## Popis toku
Loděnice pramení ve vrchovině Džbán, v nadmořské výšce 497 m na východním úbočí jejího stejnojmenného návrší (Džbán, 535 m), asi 1 km jihozápadně od Kroučové. Dále míří otevřeným bezlesým údolím zhruba k východu. V oblasti Řevničova a Mšece leží na potoce řada rybníků: Nový, Bucký (Bucek), Punčocha, Mlýnský, Pilský, Červený a Lodenický rybník. Bucký rybník je oblíbeným rekreačním místem, rozkládají se u něj chatové osady a tábořiště. Kačák postupně stáčí svůj tok jihovýchodním až jižním směrem, mezi Kamennými Žehrovicemi a Srby vytváří v místě pokleslém následkem těžby uhlí Turyňský rybník, největší vodní plochu kladenského okresu, chráněnou jako významné útočiště vodního ptactva (PR Záplavy). Za Záplavami už se údolí potoka po celý zbytek jeho cesty stává lesnatým a od Srb až po obec Loděnice se oblastí táhne přírodní park Povodí Kačáku. Další rozsáhlá chatová oblast leží při Loděnici za Malými Kyšicemi. U Svatého Jana pod Skalou a Hostimi se potok v sevřeném hlubokém údolí několika zákruty prořezává působivými vápencovými útesy a nakonec 1,5 km severozápadně od Srbska v nadmořské výšce 211 m ústí zleva do Berounky.

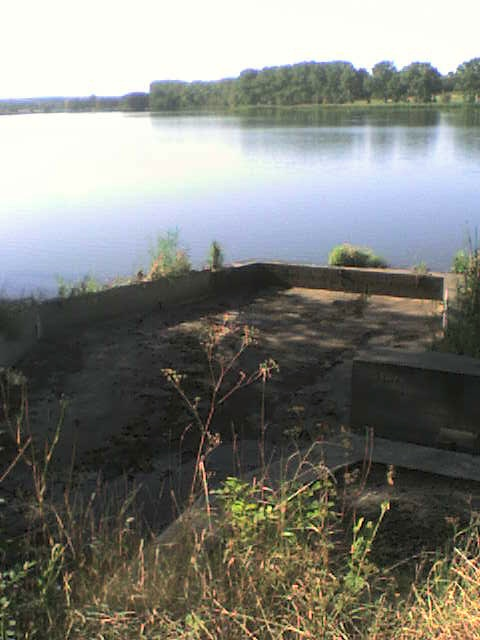
Loděnický rybník. Na jeho odtoku říčka pokračuje.
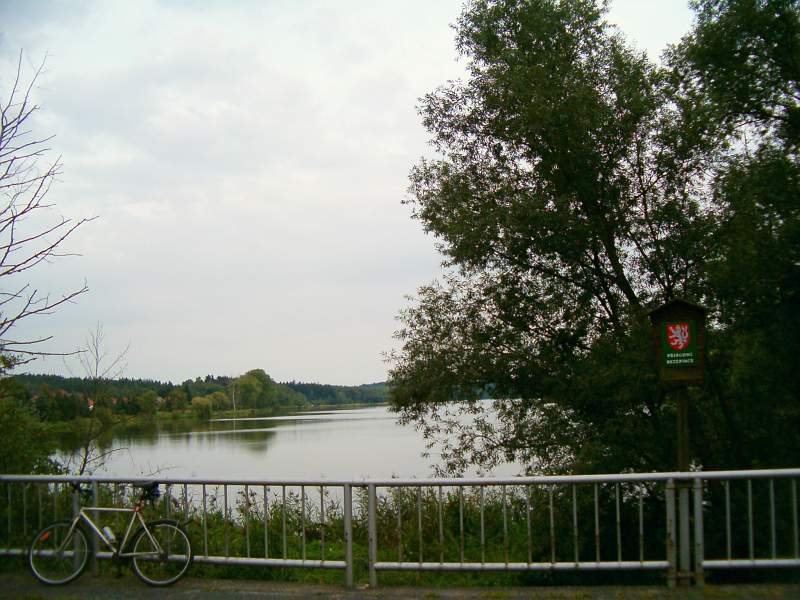
PR Záplavy
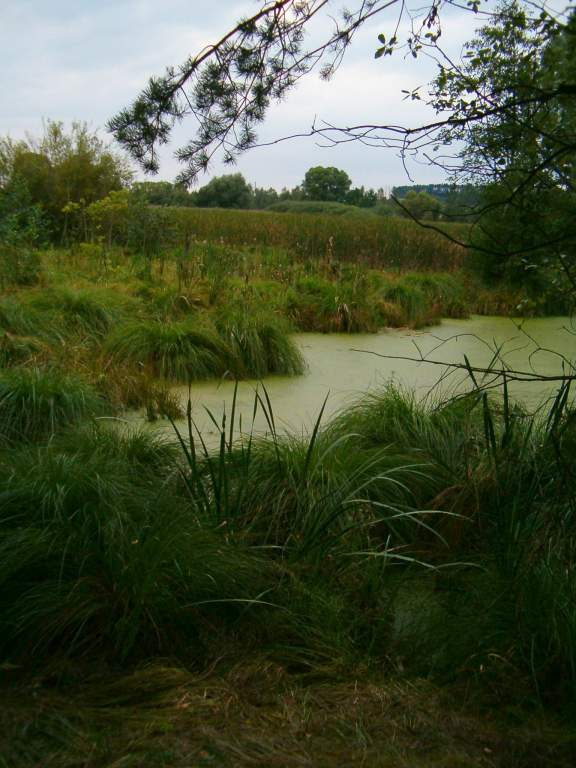
Útočiště vodního ptactva

## Základní údaje
- Plocha povodí 271,1 km²
- Délka toku 61,1 km
- Průměrný průtok u ústí 0,53 m³/s.
- Průměrná hustota říční sítě v povodí 0,94 km/km²*

Hlásné profily:
| místo          | říční km | plocha povodí | průměrný průtok (Qa) | stoletá voda (Q100) |
| -------------- | -------- | ------------- | -------------------- | ------------------- |
| Dolní Bezděkov | 28,30    | 154,7 km²     | 0,32 m³/s            | 54,0 m³/s           |
| Loděnice       | 8,80     | 254,64 km²    | 0,64 m³/s            | 65,5 m³/s           |

## Přítoky
Loděnice vytváří výrazně protáhlé povodí s říční sítí péřovitého uspořádání. Přítoky jsou vesměs drobné, nepřesahující několik kilometrů délky (největší z nich, Černý potok jižně od Unhoště, měří asi 7,7 km):
(L = levý, P = pravý)
- Louštínský potok (P) – v Buckém rybníce u Třtice
- Račský potok (L) – v Červeném rybníce u Mšece
- Mšecký potok (L) – v Červeném rybníce
- Žehrovický potok (P) – pod Lodenicí
- Novodvorský potok (P) – nad Čelechovicemi
- Lipinský potok (P) – v Čelechovicích
- Strašecký potok (P) – pod Čelechovicemi
- Tuchlovický potok (P) – v Srbech
- Rozdělovský potok (L) – pod Doksy
- Výskyta (P) – nad Dolním Bezděkovem
- Lhotecký potok (P) – pod Dolním Bezděkovem
- Žlábek (P) – u Roučmídova mlýna
- Černý potok (L) – mezi Červeným a Markovým mlýnem
- Rymáňský potok (L) – nad Dolním Podkozím
- Chyňavský potok (P) – nad Dolním Podkozím
- Drahelčický potok (L) – pod Nenačovicemi
- Přílepský potok (P) – nad Chrustenicemi
- Krahulovský potok (L) – u žst. Loděnice

## Rybníky
V povodí říčky se nachází na 229 vodních ploch o celkové rozloze přes 219 ha. Z nich přímo na toku Loděnice leží (po proudu) následující:
- Třtický rybník
- Bucký rybník (25,80 ha)
- Punčocha
- Mlýnský rybník
- Pilský rybník
- Červený rybník (22,22 ha)
- Lodenický rybník
- Malé Záplavy
- Turyňský rybník (51,02 ha – největší vodní plocha okresu Kladno)
- Nohavice
- Hrázský rybník (v letech 2010–11 obnoven u Doks, na soutoku s Rozdělovským potokem)
- sádky v Dolním Podkozí

## Mlýny
po proudu
- Červený mlýn ve Mšeci
- Čelechovský mlýn
- Kačický mlýn
- Turyňský mlýn
- Kolský mlýn
- mlýn v Doksech

- Dědkův mlýn
- Červený mlýn
- Markův mlýn

## Ochrana přírody
Velkoplošná chráněná území
Vyjma kratších úseků kolem obcí Kačice a Loděnice se téměř celý tok Loděnice nalézá v některém velkoplošných chráněných území.
- Horní část povodí od pramene po Čelechovice je chráněna v rámci Přírodního parku Džbán.
- Oblast celého středního toku od Srb až do Chrustenic je prohlášena za Přírodní park Povodí Kačáku.
- Dolní tok pod obcí Loděnice až k ústí se pak nalézá v hranicích CHKO Český kras.

Maloplošná chráněná území
- PR V Bahnách
- PR Záplavy
- PP Kalspot
- PP Pod Veselovem
- PP Markův mlýn
- NPR Karlštejn (pokrývá téměř celý závěrečný úsek kolem Sv. Jana a Hostimi)

Památné stromy
- Duby u Bucku (na hrázi Buckého rybníka)
- Buk u Pilského rybníka (pod hrází Pilského rybníka)
- Jasan u Turyňského rybníka (u výtoku z Turyňského rybníka)
- Dub u svárovské hájovny (poblíž ústí Rymáňského potoka)